# Muhammad Aurangzeb
Muhammad Aurangzeb, né en janvier 1964, est un banquier et homme politique pakistanais. Il est ministre des Finances depuis 2024.

## Biographie

### Carrière professionnelle
Né en janvier 1964, il étudie à l'Aitchison College, puis sort diplômé de la Wharton School.
Banquier, il travaille d'abord pour Citibank, d'abord au Pakistan puis à New York aux États-Unis. Il rejoint ensuite ABN AMRO, où il occupe un poste de manager pour le Pakistan, pays qu'il quitte en 2001, puis la section singapourienne de la Royal Bank of Scotland. Il dirige ensuite la section asiatique de JP Morgan, qu'il a rejoint en 2011. En 2014, il est pressenti comme gouverneur de la Banque d'État du Pakistan. En février 2018, il est nommé président-directeur général de HBL Pakistan. Il contribue à restructurer la banque, qui est alors en difficultés financière après une amende record reçue des États-Unis.

### Parcours politique
En mars 2024, après les élections législatives pakistanaises de 2024, il est nommé ministre des Finances dans le gouvernement Shehbaz Sharif II,. Il brigue dans la foulée un mandat de sénateur à l'occasion des élections sénatoriales pakistanaises de 2024. Il est élu le 2 avril.